# Edmund Beecher Wilson
Pour les articles homonymes, voir Edmund Wilson (homonymie), Beecher et Wilson.
Edmund Beecher Wilson est un zoologiste et un généticien américain né le 19 octobre 1856 à Geneva (Illinois) et mort le 3 mars 1939 à New York (État de New York).

## Biographie
Diplôme à Yale en 1878, Edmund Beecher Wilson soutient son doctorat à l’université Johns-Hopkins en 1881. Il donne des cours au Williams College en 1883-1884, au Massachusetts Institute of Technology en 1884-1885 et est professeur de biologie au Bryn Mawr College de 1885 à 1891. En 1891, il visite Theodor Boveri à Munich. Il reste lié d'amitié avec Boveri et lui envoie par la suite de nombreux étudiants. En 1896, Marcella O'Grady, sa collaboratrice et professeure à Bryn Mawr, rejoint Boveri à Wurzbourg où il est désormais professeur. En 1897, Marcella épouse Theodor Boveri.
À son retour d'Allemagne, Edmund Beecher Wilson part à l’université Columbia où est d’abord professeur adjoint de biologie de 1891 à 1894, professeur de zoologie des invertébrés de 1894 à 1897 puis professeur de zoologie à partir de cette date.
Edmund Beecher Wilson est considéré comme le premier biologiste cellulaire des États-Unis. En 1898, il utilise les similarités existants dans les embryons pour décrire les relations phylogénétiques. En observant la division des cellules spinales au stade pré-différencié (blastocyste) chez les mollusques, les vers plats et les annélides, il conclut que les mêmes organes viennent du même groupe de cellules et il conclut que tous ces organismes doivent nécessairement avoir un ancêtre commun. Il découvre également le rôle du chromosome XY dans la détermination du sexe en 1905. Nettie Stevens (1861-1912) fait une découverte semblable la même année mais de façon indépendante.
Edmund Beecher Wilson écrit de nombreux articles sur l’embryologie et est président de l’American Association for the Advancement of Science en 1913. Il est membre étranger de la Royal Society en 1921.

## Liste partielle des publications
- 1887 : avec William Thompson Sedgwick (1855-1921) An Introduction to General Biology
- 1889 : The Embryology of the Earthworm
- 1893 : Amphioxus, and the Mosaic Theory of Development
- 1895 : Atlas of Fertilization and Karyokinesis
- 1896 : The Cell in Development and Inheritance (réédité en 1915)

### Sources
- (en-US) Al-Awqati, Q. (2002). Edmund Beecher Wilson: America's First Cell Biologist. Living Legacies, Columbia University.
- Gilbert, S. F. (2003). Edmund Beecher Wilson and Frank R. Lillie and the relationship between evolution and development, Developmental Biology, Seventh edition, Sinauer

### Orientation bibliographique
- T. H. Morgan (1940). Edmund Beecher Wilson. 1856-1939, Obituary Notices of Fellows of the Royal Society, 3 (8) : p. 123-138.  (ISSN 1479-571X)